# Lange Nacht der neuen Klänge
Lange Nacht der neuen Klänge, (slovensko dolga noč novih zvokov) je vsakoletna dunajska glasbena prireditev, ki traja vso noč. V okviru tega koncertnega dogodka se skladatelji predstavljajo s svojimi novimi skladbami iz žanra sodobne resne glasbe. Na prireditvi se zvrstijo številni izvajalci, ki nastopajo v različnih glasbenih zasedbah. Po vzoru dunajske prireditve organizirajo podobne koncertne dogodke tudi v drugih državah. V Sloveniji je ekvivalentna prireditev, ki jo vsakoletno organizira Društvo slovenskih skladateljev imenovana Noč slovenskih skladateljev, pogovorno pa tudi Noč dolgih nožev. 